# كارل ماي
كارل فريدريش ماي (بالألمانية: Karl Friedrich May)‏ (ولد في إرنستال 1842- ومات في رادبويل 1912) هو كاتب ألمانى. يعد من أكثر كتاب المغامرات غزارة في الإنتاج وقد ظل على مدى عقود من أكثر الكتاب شعبية. وقد اشتهر من خلال قصص الرحلات، التي غالبا ما كانت في الشرق والولايات المتحدة والمكسيك. وقد حول الكثير من أعماله إلى أفلام، كما أعد بعضها للمسرح، أو إلى مسلسلات إذاعية أو كوميدية. وقد اعتبرته اليونيسكو واحدا من الكتاب الألمان الأكثر ترجمة إلى لغات العالم.
كتب ماي أكثر من 70 كتاباً، وتعدُّ مؤلفاته الأوسع انتشاراً لهذا النوع من الكتابة، فقد بيع منها ما يزيد على 100 مليون نسخة، فجنى من وراء ذلك ثروة طائلة مكّنته من شراء منزل كبير في مدينة رادبويل ، أطلق عليه اسم «ڤيلا شاترهاند»، حيث تُوفِّي.
ترجمت مؤلفات ماي إلى نحو ثلاثين لغة، ونُقل كثير منها إلى شاشة السينما، وهناك متحف ودار نشر باسمه في مدينة بامبرغ، كما يقام مهرجان كارل ماي سنوياً في مسقط رأسه.

## روابط خارجية
- كارل ماي على موقع IMDb (الإنجليزية)
- كارل ماي على موقع الموسوعة البريطانية (الإنجليزية)
- كارل ماي على موقع ألو سيني (الفرنسية)
- كارل ماي على موقع ميوزك برينز (الإنجليزية)
- كارل ماي على موقع إن إن دي بي (الإنجليزية)
- كارل ماي على موقع ديسكوغز (الإنجليزية)
- كارل ماي على موقع قاعدة بيانات الفيلم (الإنجليزية)